# Place du Général-Leclerc (Nogent-sur-Marne)
Pour les articles homonymes, voir Place du Général-Leclerc.
La place du Général-Leclerc est un carrefour routier de la ville de Nogent-sur-Marne,.

## Situation et accès

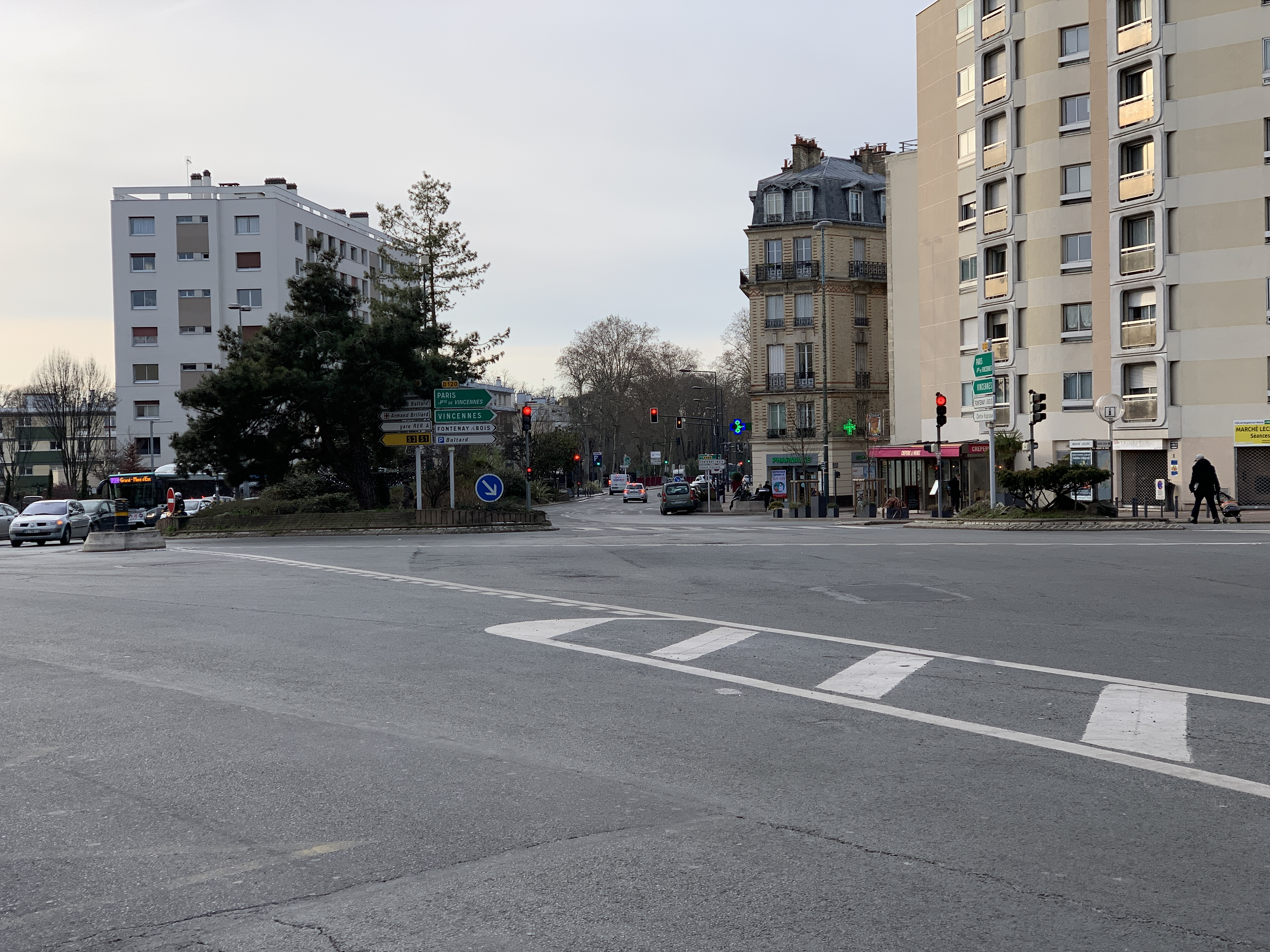
La place du Général-Leclerc en février 2021.

Se rencontrent à cette place le boulevard Gambetta, l'avenue de Joinville, le boulevard de Strasbourg, la Grande-Rue-Charles-de-Gaulle, la rue Victor-Basch et l'avenue Georges-Clemenceau.
Elle est desservie par la gare de Nogent-sur-Marne.

## Origine du nom

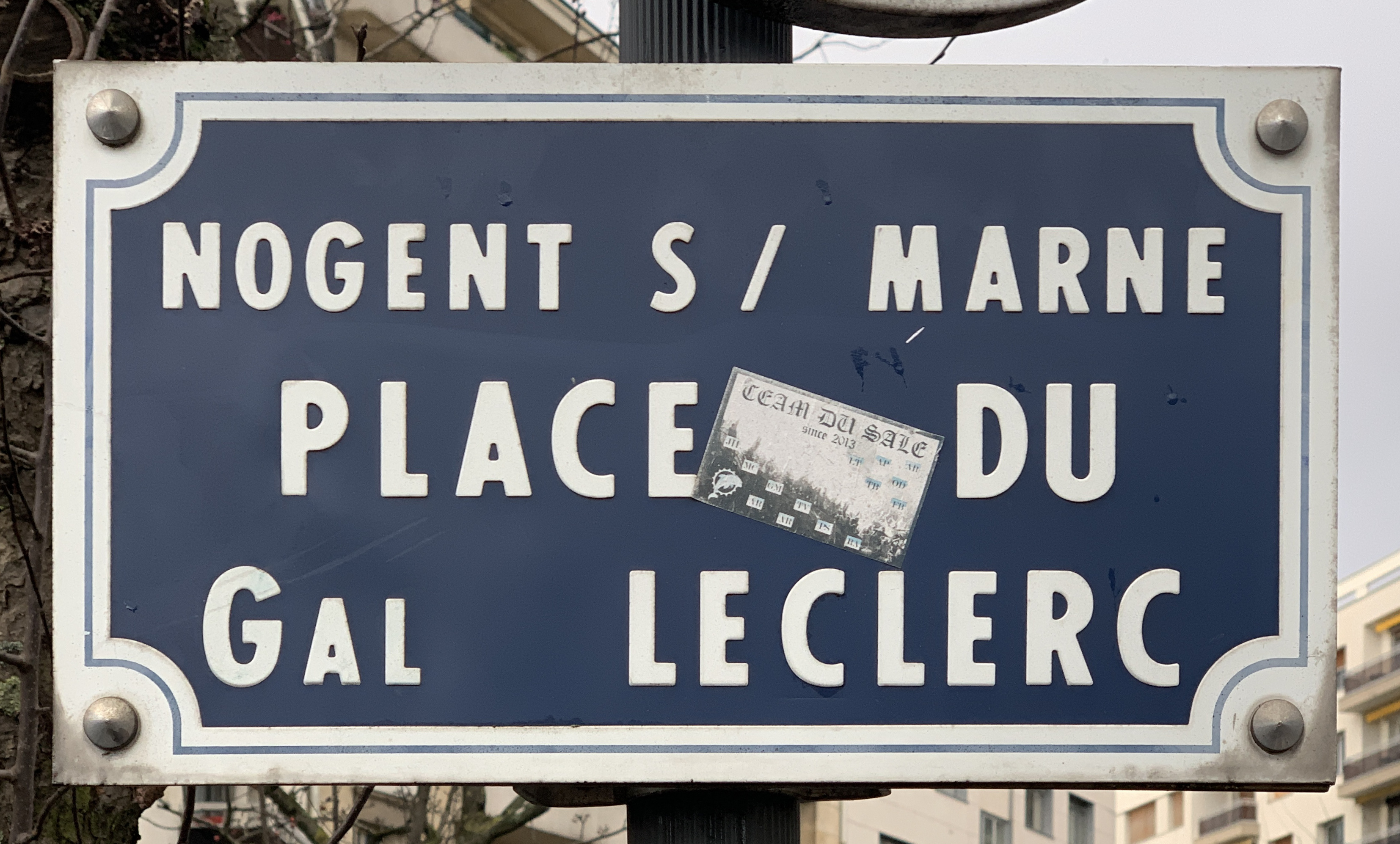
Place du Général-Leclerc.

Cette place a été nommée en hommage au maréchal Philippe Leclerc de Hauteclocque, et inaugurée sous son nouveau nom le 13 juin 1948.

## Historique

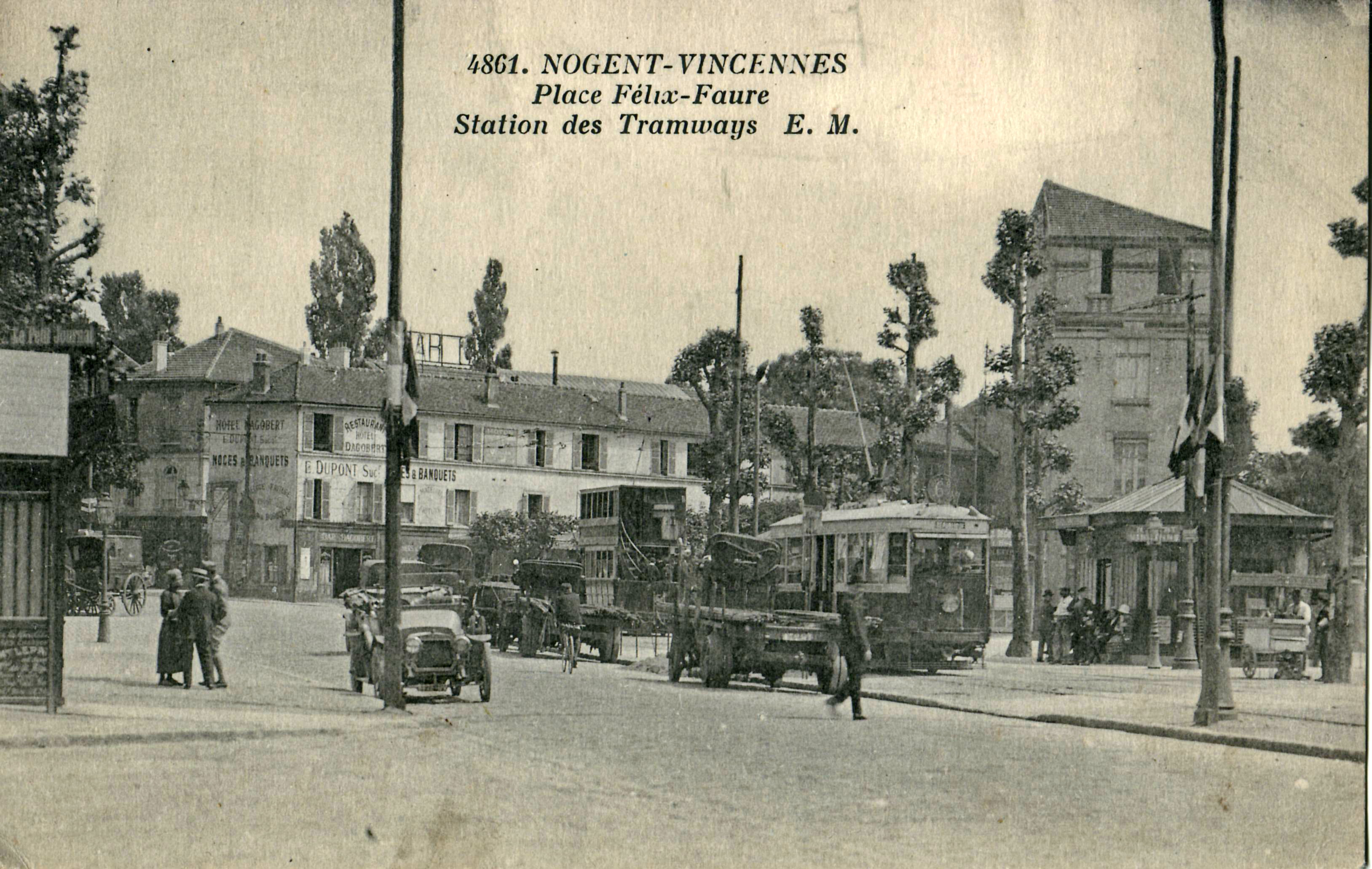
Place Félix-Faure - Station des tramways, vers 1900.

La forme semi-circulaire de cette place prend son origine dans le mur d'enceinte du bois de Vincennes. Une ouverture y fut ménagée sous le nom de porte de Nogent et au XVIIIe siècle, une place en demi-cercle fut constituée, qu'on envisagea de fermer en 1786.
Après que le mur de clôture fut abattu, elle porta simultanément les noms de rond-point de la Porte-du-Parc, et de place des Fêtes, car dès 1861 les foires de la ville y furent organisées.
En 1899, la mort du président de la République Félix Faure dans des circonstances bien connues, émeut vivement l'opinion. La même année, la municipalité décide alors de renommer ce carrefour place Félix-Faure,.